# カレー (お笑い)
カレーは、かつてトゥインクル・コーポレーションで活動していた日本のお笑いコンビ。2010年12月31日に解散。

## メンバー
- 星川 達朗（ほしかわ たつろう、1979年3月25日 - ）ツッコミ担当

北海道出身。身長179cm、体重56kg。血液型B型。
東京工芸大学芸術学部映像学科卒業。
かつてはADをしていたことがあり、ナインティナインとも現場を共にしたことがある。
解散後はピン芸人「ホシカワ」として活動。その後にトミドコロと「カラフルトランプ」というコンビで活動していたが、現在は再びピン芸人に転向している。
- 西光 海（にしみつ かい、1980年8月19日 - ）ボケ担当

広島県出身。身長170cm、体重60kg。血液型O型。
広陵高等学校卒業。
阿諏訪泰義（うしろシティ）とは芸人になる前から親交がある。
解散後は芸人は引退したものの、田邉利博（ゴールドラッシュ）、石川勇樹（トブ電波。）と共にPodcastを配信している。

## 来歴
お笑いコンビ『水☆星』（2006年7月31日解散）に所属していた星川と、ピン芸人として活動していた西光によって2006年に結成。
コンビ結成前には2人ともオフィス笑門福来（ショートフライ）のライブに出演していた。「幅広いことをやりたい」という理由で、結成した時からほぼコント一本で活動している。
カレー結成後は中野Studio twl等のライブに出演。2008年にトゥインクル・コーポレーションに所属。
2008年に『九々』、2010年に『den』と単独ライブを行う。
2009年のキングオブコントにおいて、準決勝進出。
2010年12月25日放送の「エレ片のコント太郎」に出演した際に西光の引退が発表され、同年12月31日を以て解散。

## 芸風
主にコント。シュールでありえないような設定のコントを披露することが多く、西光がボケ役であることが多い。
持ちネタに「ラ行の忘れ物」、「制限面接」などがある。

## 出演

### テレビ
- 爆笑オンエアバトル（NHK総合テレビ）戦績1勝3敗、最高429KB
- 爆笑トライアウト（NHK総合テレビ）
  - 会場審査は3位（465TP）に終わるも、視聴者投票で1位（2797票）を獲得しオンバト挑戦権獲得。2797票は視聴者投票の最高記録となっている。
- オンバト+（NHK総合テレビ）戦績0勝1敗 最高277KB
- ぐるぐるナインティナイン（日本テレビ） - 『おもしろ荘へいらっしゃい!』2009年12月10日初出演

### ラジオ
- JUNK サタデー「エレ片のコント太郎」（TBSラジオ）

### ライブ
- トゥインクル・コーポレーションライブ
- 渋谷ヤングライブ
- キャッチ!キャッチ!キャッチ!
- ラ・ママ新人コント大会
- お笑いフューチャーズライブ
他

## CD
- SHUFFLE!（2008年、トゥインクル・コーポレーション設立10周年記念コンピレーションアルバム） - 6トラック目『日本語分解講座』収録